# Xiaojun
Xiào Déjùn (Dongguan, Cantón, 8 de agosto de 1999), más conocido por su nombre artístico Xiaojun es un cantante y bailarín chino. Es conocido por formar parte de NCT, dentro de la subunidad WayV.

## Carrera

### 2015-presente: Inicio de carrera y debut
En 2015, Xiaojun participó en el programa X-Fire de Zhejiang Television, donde se entrenó para ser un idol junto con otros 15 aprendices. Desafortunadamente, no logró formar parte del grupo X Nine. El 3 de diciembre de 2016, Xiaojun apareció en Our Chinese Heart, un programa de CCTV-4 con su padre y su hermano. Allí, los tres interpretaron «A Child's Poem Written By Father». El 17 de julio de 2018, fue presentado como miembro de SM Rookies, un equipo de entrenamiento de aprendices, junto con sus actuales compañeros de grupo Yangyang y Hendery.
En diciembre de 2018, se anunció que Xiaojun formaría parte de WayV, subunidad de NCT, administrada por Label V. El grupo debutó en enero de 2019 con The Vision. En 2020, Xiaojun colaboraron con Zhou Mi y Kun en la canción «I'll Be There».

## Discografía
| «I'll Be There» (con Zhou Mi y Kun)                                               | 2020 | N/A | N/A | N/A | Sin álbum |
| «–» indica que el lanzamiento no fue lanzado o no se posicionó en ese territorio. |      |     |     |     |           |